# Antiochos XI Epiphanes
Antiochos XI Epiphanes Philadelphos  (tiếng Hy Lạp: Ἀντίοχος Ἐπιφανής Φιλάδελφος, Antíochos Epifanís Filádelfos; không rõ năm sinh – mất năm 93 TCN) là một vị vua của nhà Seleukos đã cai trị Syria thời kỳ Hy Lạp hóa từ năm 94 TCN đến 93 TCN. Ông là con trai của vua Antiochos VIII và vương hậu Tryphaena. Thời kỳ thơ ấu của Antiochos XI gắn liền với cuộc chiến giữa cha và chú ông Antiochos IX. Cuộc chiến kết thúc khi Antiochos VIII bị ám sát và Antiochos IX nắm quyền chiếm giữ kinh đô của Syria. Huynh trưởng của Antiochos XI là Seleukos VI lúc này đang kiểm soát miền tây Cilicia, đã khởi binh chống lại và giết chết chú mình, báo thù cho cha và chiếm được thành Antiochia cho bản thân. Tuy nhiên, Seleukos VI chỉ tại vị yên ổn được hơn một năm thì bị con trai Antiochos IX tấn công và phải bỏ mạng.
Sau khi Seleukos VI bị sát hại, Antiochos XI đã tự lập mình lên làm vua và đồng trị vì với em trai sinh đôi Philippos I. Các thư tịch cổ đưa ra những thông tin mâu thuẫn với những phát hiện khảo cổ đã đề cập rằng Antiochos XI ngay sau khi lên ngôi đã cho phá hủy thành phố Mopsuestia ở Cilicia – thành phố liên quan đến cái chết của Seleukos VI. Vào năm 93 TCN, Antiochos XI đã đuổi được Antiochos X ra khỏi Antiochia và chiếm được kinh đô. Tuy nhiên, sự kiện này không hề được các nguồn tư liệu cổ đại nhắc đến mà chỉ có thể xác thực dựa trên những di vật tiền bạc từ thời kỳ này. Trên những đồng tiền khắc cả chân dung Antiochos XI cùng em trai, ông được mô tả là "Đại vương" còn Philippos là "Tiểu vương". Sau khi chiếm được kinh đô, ông đã cho phát hành những đồng tiền mang chân dung của mình trong khi Philippos I vẫn ở lại Cilicia nhưng vẫn mang vương vị. Trong triều đại ngắn ngủi của mình, Antiochos XI có lẽ đã phục dựng đền thờ thần Apollo và Artemis ở Daphne. Sang mùa thu năm đó, Antiochos X đã chiêu mộ đầy đủ binh mã và phát động phản công. Antiochos XI thua trận và chết đuối trên đường tháo chạy khi đang cố gắng vượt sông Orontes.

## Xuất thân, thời niên thiếu và tên gọi
Kinh đô của Syria lúc bấy giờ là Antiochia cũng được đặt theo tên của Antiochos, thân sinh của người sáng lập thành phố, vua Seleukos I Nikator (trị vì 305–281 TCN). Cái tên này sau đó được nhiều vị vua nhà Seleukos sử dụng. Tên gọi trong tiếng Hy Lạp của Antiochos – Ἀντίοχος – được cấu tạo từ hai thành phần là ἀντί (antí), có nghĩa "đối lập", "trái với" hay "thay vì" và ἔχω (ékhō), nghĩa là "sở hữu", "của chính mình" hay "nắm", "giữ" và hậu tố -ος. Do mỗi từ đều có nhiều ý nghĩa khác nhau, các tài liệu khác nhau đều không thống nhất về ý nghĩa của cái tên này. Nếu dùng các nghĩa phổ biến nhất của mỗi từ trên mà dịch ra, thì Ἀντίοχος có nghĩa là "người chống đối việc sở hữu thứ gì đó". Nhà ngôn ngữ học người Anh Alan S. C. Ross thì cho rằng Antiochos có nghĩa là "luận điệu kiên quyết" (resolute in contention). Trong khi đó, Thành viên của Hội Địa lý Hoàng gia Anh, John Everett-Heath, khi giải thích về tên gọi của thành phố Antiochia có giải thích rằng tên gọi Antiochos có nghĩa là "Người chạy nhanh", khi cho rằng οχος còn có nghĩa khác là "xe ngựa".
Vào khoảng năm 124 TCN, Antiochos VIII kết hôn với công chúa của vương triều Ptolemaios Ai Cập, Tryphaena, người về sau đã qua đời năm 109 TCN. Hai vợ chồng đã có với nhau nhiều con, trong đó Seleukos VI là con cả, tiếp đến là cặp song sinh Antiochos XI và Philippos I, rồi Demetrios III và cuối cùng trẻ nhất là Antiochos XII. Tryphaena được nhà sử học thế kỷ IV Eusebius chỉ đích danh là mẹ của Philippos I nhưng không ghi rõ liệu bà có phải là mẹ của Antiochos XI hay không. Tuy nhiên, Eusebius cũng đề cập rằng Antiochos XI và Philippos I là hai anh em sinh đôi ("didymoi"), vì thế ta có thể khẳng định Antiochos XI chính là con của Tryphaena. Không rõ Antiochos XI sinh ra vào tháng nào năm nào, nhưng vào thời điểm lên nắm quyền thì ông đã ít nhất ở tuổi đôi mươi.
Vào năm 113 TCN, Antiochos IX tự lập mình làm vua và khởi binh chống lại người anh em cùng cha khác mẹ Antiochos VIII. Cuộc xung đột giữa hai người anh em kéo dài một thập kỷ rưỡi và nó đã cướp đi sinh mạng của Tryphaena. Cuộc nội chiến chỉ kết thúc bằng vụ ám sát Antiochos VIII dưới tay của một viên quan dưới trướng mình tên là Herakleon xứ Beroia vào năm 96 TCN. Sau khi Antiochos VIII chết, Antiochos IX tấn công chiếm kinh đô Antiochia và lấy thứ phi của Antiochos VIII là Cleopatra Selene làm vợ mình. Những người con của Antiochos VIII không chịu bỏ qua cho cái chết của cha mình và bắt đầu tuyên bố ly khai. Demetrios III chiếm được thành Damascus và tự lập làm vua ở đó. Con trưởng Seleukos VI lúc đấy đang nắm binh quyền ở phía tây Cilicia, đã đưa quân tấn công kinh thành, giết chết Antiochos IX và chiếm được Antiochia vào năm 95 TCN. Tuy nhiên, Seleukos VI cũng không ngồi yên được lâu thì bị con trai của Antiochos IX là Antiochos X (cai trị 95–92/88 TCN) đánh bại và phải bỏ thành mà chạy. Seleukos VI phải tẩu thoát đến Mopsuestia ở Cilicia nhưng không may bị phiến quân tại đây giết chết vào năm 94 TCN.

## Cai trị

Syria vào năm 95 TCN

Triều đại của các vị vua nhà Seleukos thời hậu kỳ chỉ được các tư liệu cổ đại thuật lại một cách ít ỏi thông qua các đoạn văn và tóm tắt ngắn. Các nguồn khác nhau thường bị mâu thuẫn lẫn nhau, tức là nguồn này ghi thế này, nguồn kia lại ghi thế kia. Do vậy mà các cách tính dựa trên các nghiên cứu khảo cổ về tiền cổ mới là nguồn tư liệu chính để các học giả ngày nay có thể tái dựng lại triều đại của các vua nhà Seleukos thời hậu kỳ. Khi anh trai mình là Seleukos VI đang còn tại vị, Antiochos XI và người anh em song sinh của ông có lẽ đã cư ngụ tại Cilicia. Sau khi Seleukos VI bị sát hại, Antiochos XI và Philippos I đã tự lập mình lên làm vua vào năm 94 TCN. Sử gia Alfred Bellinger suy đoán rằng căn cứ của họ là một thành phố ven biển nằm ở phía bắc Antiochia, trong khi Arthur Houghton lại cho rằng nó là Beroea (tức Aleppo ngày nay) vì những người đứng đầu thành phố này là đồng minh của Philippos I.
Tuy nhiên, thành phố Tarsus ở xứ Cilicia nhiều khả năng mới là căn cứ hoạt động chính của họ. Chân dung của cả Antiochos XI lẫn Philippos I đều xuất hiện trên loạt tiền xu kép đã được phát hiện và tất cả đều được đúc ở Cilicia. Có tổng cộng ba loạt tiền đã được hai người phát hành và tính đến năm 2008, một loạt gồm sáu mẫu vật còn sót lại đã được tìm thấy và chúng đều khắc hình hai vị vua đang để râu. Đường nét khắc cực kỳ khéo léo của những bức chân dung được chạm khắc trên những đồng tiền của loạt tiền gồm sáu mẫu vật cho thấy rằng cơ sở đúc tiền phải được đặt tại một thành phố là trung tâm văn hóa. Suy luận này khiến Tarsus có khả năng nhất là địa điểm đúc tiền và nhiều khả năng cũng là đại bản doanh của anh em Antiochos X.
Hai loạt tiền còn lại kia nay chỉ còn ít mẫu vật còn sót lại và chúng miêu tả Antiochos XI với tóc mai dài. Những đồng tiền đó không được đúc ở Tarsus và hình ảnh nhà vua với tóc mai dài cho thấy rằng chúng được sản xuất ở phía tây của căn cứ vì ông đã cho phát hành nó trên đường đến Tarsus. Vào thời điểm Antiochos XI đến đại bản doanh mình, ông phát hành tiền khắc họa bản thân đang để râu dài. Trên tất cả các đồng xu kép có hình của hai anh em, chân dung Antiochos XI được khắc ở phía trước và tên của ông cũng được ưu tiên đứng trước. Điều này cho thấy ông là "đại vương", còn Philippos I là "tiểu vương" đồng cai trị với nhau. Theo Iosephus thì Antiochos XI tự lập mình làm vua trước rồi Philippos I mới theo sau, nhưng những bằng chứng khảo cổ lại cho thấy điều trái ngược vì những đồng tiền có niên đại sớm nhất được phát hiện đều cho thấy là hai anh em đều cùng nhau cai trị.

### Ngoại hiệu và chân dung
Các vị vua Hy Lạp cổ không sử dụng số thứ tự để phân biệt mà thay vào đó họ sử dụng ngoại hiệu để phân biệt với những vị vua khác cùng tên. Cách tính số thứ tự vua chúa là một thông lệ thời hiện đại. Trên những đồng tiền của mình, Antiochos XI xuất hiện cùng với các ngoại hiệu như Epiphanes ("hiện thân của thánh thần") và Philadelphos ("[người] yêu thương huynh đệ [của mình]"). Epiphanes được sử dụng với mục đích để nhấn mạnh mối quan hệ cha con giữa Antiochos XI và Antiochos VIII, người cũng sử dụng một ngoại hiệu như ông. Trong khi Philadelphos có lẽ được sử dụng như là một dấu hiệu cho sự tôn trọng Seleukos VI và Philippos I. Bộ râu xuất hiện trên chân dung của Antiochos XI trên đồng tiền kép được đúc ở Tarsus có lẽ là một dấu hiệu của tang tóc và ý định trả thù cho cái chết của Seleukos VI. Phiên bản được phát hành ở Antiochia mô tả ông không để râu, nhấn mạnh rằng lời thề của ông đã trở thành hiện thực.

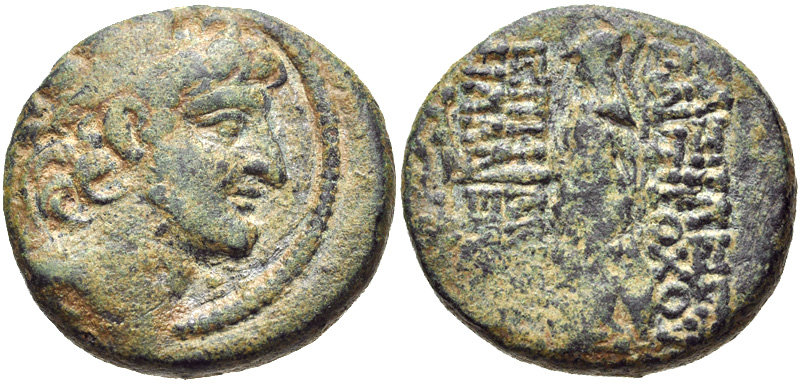
Chân dung Antiochos XI theo phong cách tryphé truyền thống

Để tập hợp nhân tâm dựa trên uy tín của vua cha, Antiochos XI đã xuất hiện trên đồng tiền của mình với một chiếc mũi diều hâu phóng đại giống như cha ông. Hình tượng chân dung Antiochos XI là một phần của phong tục phóng tác chân dung kiểu tryphé vốn được Antiochos VIII ưu ái sử dụng. Chân dung của nhà vua biểu lộ những đường nét mang đậm chất tryphé, nhấn mạnh những đặc điểm không hấp dẫn và mập mạp của con người mà người Hy Lạp cổ xem là sang trọng và quý phái. Truyền thống tryphé có xuất xứ từ Ai Cập và đã du nhập đến Syria. Người La Mã coi chân dung kiểu tryphé là bằng chứng cho sự suy đồi và thoái hoá của các vị vua Hy Lạp. Đường mềm mại được miêu tả trong các bức chân dung được coi là một dấu hiệu của sự bất tài của những người cai trị, đây là một cách để giải thích sự suy tàn nhanh chóng của các vương triều Hy Lạp. Tuy nhiên, quan điểm của người La Mã không thực tế. Những hình ảnh đó là một chính sách có chủ ý trong một vương quốc bị nội chiến tàn phá. Hầu hết các vị vua Seleukos thời hậu kỳ, bao gồm cả Antiochos XI, đã dành phần lớn triều đại của mình để phát động chiến tranh, khiến dân chúng rơi vào cảnh lầm than, làng mạc bị phá hủy. Hình ảnh của một vị vua chiến binh trên những đồng tiền như thông lệ của các vị vua Hy Lạp-Bactria chẳng hạn, sẽ khiến dân số vốn đã nghèo khó phải gánh chịu hậu quả của chiến tranh dần trở nên xa lánh. Dân chúng cần hòa bình và no ấm. Những chân dung tryphé là một nỗ lực để ám chỉ rằng nhà vua và người dân của ông đang sống trong thái bình, an tâm hưởng lạc. Bằng cách sử dụng phong cách tryphé, Antiochos XI cho rằng ông sẽ trở thành một vị vua thành công và nổi tiếng giống như cha mình.

### Trả thù cho huynh trưởng
Theo Eusebius, hai anh em Antiochos XI đã xua quân cướp bóc Mopsuestia và phá hủy thành phố này để báo thù Seleukos VI. Ý kiến của Eusebius rất đáng nghi ngờ bởi vì vào năm 86 TCN, Roma đã trao quyền bất khả xâm phạm đối với giáo phái Isis và Sarapis ở Mopsuestia, điều có thể được chứng minh bằng một bia khắc được khai quật từ thành phố. Sau khi phá huỷ xong Mopsuestia, Antiochos XI để Philippos I ở lại Cilicia còn mình thì một mình tiến quân đến Antiochia và đã đuổi được Antiochos X ra khỏi thành vào năm 93 TCN. Các nhà sử học cổ đại không đề cập đến giai đoạn Antiochos XI ở tại kinh đô, chỉ nói rằng ông đã giao chiến với Antiochos X nhưng bị đánh bại. Tu sĩ và sử gia Đông La Mã thế kỷ thứ VI Ioannes Malalas, một người có tác phẩm được các học giả hiện đại coi là không đáng tin cậy, có đề cập đến triều đại của Antiochos XI trong ghi chép của ông về Antiochia thời kỳ La Mã. Bằng chứng vật chất chứng minh cho việc Antiochos XI đã chiếm được kinh đô xuất hiện vào nằm 1912, khi một tư liệu về một đồng tiền được đúc trong thời gian ông ở Antiochia đã được xuất bản.
Philippos I không theo anh mình đến kinh đô và Antiochos XI đã cho phát hành tiền với duy nhất chân dung của mình trên đó. Philippos I giữ lại tước hiệu hoàng gia khi ông ở lại thành phố nơi ông đóng căn cứ trong quá trình chuẩn bị để trả thù Seleukos VI. Nhà cổ tiền học Edward Theodore Newell cho rằng Antiochos XI từng kiểm soát kinh thành chỉ trong một thời gian ngắn vài tuần lễ. Tuy nhiên, theo ước tính dựa trên tỷ lệ sử dụng khuôn rập tiền trung bình hàng năm của nhà nghiên cứu tiền cổ Oliver Hoover thì Antiochos X có lẽ đã phải ở đây tới cả vài tháng. Theo Malalas, vua Antiochos Philadelphos, tức là Antiochos XI, đã cho xây dựng một ngôi đền thờ thần Apollo và Artemis ở Daphne và cho đúc hai bức tượng vàng mang hình tượng hai vị thần, cũng như trao quyền tị nạn cho bất cứ ai có lý do chính đáng. Tuyên bố này không thể chính xác vì ngôi đền được chứng thực là đã tồn tại từ thời Antiochos III (cai trị 222 –187 TCN). Nhà sử học Glanville Downey, quan sát phong cách viết của Malalas bằng tiếng Hy Lạp, cho rằng ý của Malalas chỉ có ý muốn cải tạo hoặc khôi phục. Điều này cho thấy rằng một tiền nhân của Antiochos XI có thể đã mạo phạm đền thờ và nấu chảy các bức tượng vàng để lấy vàng.

## Cái chết
Vào mùa thu năm 93 TCN, Antiochos X xuất binh đánh thành Antiochia. Antiochos XI thua trận, trên đường tẩu thoát thì chết đuối trên sông Orontes. Các nguồn tài liệu cổ đều đưa ra những dữ liệu khác nhau về trận chiến cuối cùng này. Theo sử gia thế kỷ I Iosephus thì Antiochos XI đã đơn độc chiến đấu, còn theo Eusebius thì Antiochos XI còn được cả em trai Philippos I trợ chiến. Eusebius không đề cập đến việc Antiochos XI đã từng chiếm được Antiochia trong một thời gian, ông chỉ nói rằng trận chiến cuối cùng diễn ra ngay sau khi Mopsuestia bị phá hủy – một tuyên bố mâu thuẫn với các bằng chứng thu thập được thông qua những đồng tiền đã được khai quật. Theo quan điểm của Bellinger, hai anh em đã hội quân cùng nhau, nhưng vì chỉ có Antiochos XI chết, nên nhiều khả năng là Philippos I ở lại trong thành còn Antiochos XI xuất binh ra khỏi thành nghênh chiến Antiochos X.
Không có thông tin gì liên quan đến đời sống hôn nhân hay con cái của Antiochos XI. Theo sử gia thế kỷ I Plutarch, tướng La Mã thế kỷ I TCN Lucullus có đề cập đến vua Armenia Tigranes II rằng ông này "đã đồ sát hậu nhân của Seleukos và [mang theo] thê tử và con gái của họ bỏ vào lao ngục" sau khi chinh phục Syria vào năm 83 TCN. Những tài liệu cổ liên quan đến thời hậu kỳ nhà Seleukos đều khá rời rạc và không đề cập đến nhiều chi tiết. Vì vậy mà tuyên bố của Lucullus cho phép chúng ta không loại trừ khả năng về sự tồn tại của vợ hoặc con gái của Antiochos XI và họ đã bị vua Armenia bắt đi. Sau khi dành thắng lợi, Antiochos X đã tái chiếm được kinh đô và cai trị nó cho đến khi chết.

### Trích dẫn
1. ↑  Downey 2015, tr. 68.
2. 1 2  Hallo 1996, tr. 142.
3. ↑  Taylor 2013, tr. 163.
4. ↑  Liddell, Henry George; Scott, Robert. "ἀντί". A Greek-English Lexicon (bằng tiếng Anh). Perseus Digital Library. Truy cập ngày 12 tháng 5 năm 2020.
5. ↑  Liddell, Henry George; Scott, Robert. "ἔχω". A Greek-English Lexicon (bằng tiếng Anh). Perseus Digital Library. Truy cập ngày 12 tháng 5 năm 2020.
6. ↑  "Antiochus". name doctor. Truy cập ngày 12 tháng 5 năm 2020.
7. ↑  Ross 1968, tr. 47.
8. ↑  Everett-Heath 2017, ANT.
9. ↑  Otto & Bengtson 1938, tr. 103, 104.
10. ↑  Wright 2012, tr. 11.
11. 1 2 3  Houghton 1987, tr. 79.
12. ↑  Lorber & Iossif 2009, tr. 103.
13. ↑  Eusebius 1875, tr. 261
14. ↑  Sievers 1986, tr. 134.
15. ↑  Kosmin 2014, tr. 23.
16. 1 2  Dumitru 2016, tr. 260, 261.
17. ↑  Houghton & Müseler 1990, tr. 61.
18. ↑  Hoover 2007, tr. 285.
19. ↑  Dumitru 2016, tr. 263.
20. ↑  Houghton 1998, tr. 66.
21. ↑  Hoover 2007, tr. 280.
22. ↑  Hoover 2007, tr. 281.
23. ↑  Bevan 1902, tr. 260.
24. ↑  Bellinger 1949, tr. 93.
25. ↑  Houghton 1987, tr. 82.
26. ↑  Houghton 1998, tr. 67.
27. 1 2 3 4  Houghton, Lorber & Hoover 2008, tr. 573.
28. 1 2  Houghton, Lorber & Hoover 2008, tr. 573, 575, 576.
29. 1 2  Bellinger 1949, tr. 74.
30. ↑  McGing 2010, tr. 247.
31. 1 2 3  Newell 1917, tr. 115.
32. ↑  Dąbrowa 2011, tr. 225.
33. ↑  Houghton, Lorber & Hoover 2008, tr. 574.
34. ↑  Muccioli 1994, tr. 402.
35. ↑  Muccioli 1994, tr. 403.
36. ↑  Muccioli 1994, tr. 415.
37. ↑  Coloru 2015, tr. 177.
38. ↑  Houghton, Lorber & Hoover 2008, tr. 575.
39. ↑  Hoover, Houghton & Veselý 2008, tr. 207.
40. ↑  Houghton, Lorber & Hoover 2008, tr. 578.
41. ↑  Wright 2011, tr. 45, 46.
42. ↑  Plantzos 1999, tr. 55, 116.
43. 1 2  Plantzos 1999, tr. 62.
44. ↑  Plantzos 1999, tr. 42.
45. ↑  Plantzos 1999, tr. 111.
46. ↑  Bradley 2011, tr. 23.
47. 1 2  Fleischer 1996, tr. 36.
48. ↑  Eusebius 1875, tr. 261.
49. 1 2  Rigsby 1996, tr. 466.
50. ↑  Scott 2017, tr. 76.
51. 1 2  Hoover 2007, tr. 289.
52. ↑  Bellinger 1949, tr. 74, 93.
53. ↑  Bellinger 1949, tr. 75, 93.
54. ↑  Hoover 2007, tr. 282–284.
55. ↑  Dumitru 2016, tr. 267.
56. 1 2  Downey 1951, tr. 161.
57. ↑  Clinton 1851, tr. 349.
58. ↑  Downey 2015, tr. 132.
59. ↑  Downey 1938, tr. 113.
60. 1 2 3  Downey 2015, tr. 131.
61. ↑  Den Boeft và đồng nghiệp 1995, tr. 229.
62. ↑  Taylor 2014, tr. 237.
63. ↑  Ehling 2008, tr. 239.
64. ↑  Ogden 1999, tr. 158.
65. ↑  Dumitru 2016, tr. 269–270.
66. ↑  Dumitru 2016, tr. 264.